# Guyans-Durnes
Guyans-Durnes è un comune francese di 317 abitanti situato nel dipartimento del Doubs nella regione della Borgogna-Franca Contea.

## Storia

### Simboli
Lo stemma comunale è stato adottato nel giugno del 2024.
Gli abitanti sono soprannominati gli "orsi", in riferimento al loro temperamento rude. La spada e il mantello sono gli attributi di san Martino di Tours, patrono della chiesa locale.

## Società

### Evoluzione demografica
Abitanti censiti